# 词汇表
词汇表是指按字母顺序排列的特定知识领域的詞彙清单，清單上除了列出詞彙還附有这些詞彙的意思。基本上词汇表出现在一本书的末尾，其中就包括這本書中新引入的、不常见的或專業領域的詞彙。双语词汇表則是一份用兩種語言表達含義的詞彙清单。